# Commission des phares et des autres aides à la navigation
Pour les articles homonymes, voir Commission des phares et CPAN.
La Commission des phares et des autres aides à la navigation (CPAN), appelée Commission des phares jusqu'en 2017, est une commission française qui mit en place le programme de signalisation du littoral français. En particulier, elle a défini le cadre technique des systèmes d'éclairage utilisés : lentille de Fresnel, lampe à huile, machine de rotation. La Commission est à l'origine de plusieurs plans de modernisation des phares – électrification dans les années 1880, expériences de radionavigation au début du XXe siècle.

## Origine
En 1800, les côtes de France sont peu éclairées par rapport à celles des îles Britanniques : une quinzaine de feux, dont Cordouan (1611), les Baleines, le Stiff (1699), et le cap Fréhel (1702), contre plus de cinquante chez les Anglais. Si des projets d'éclairage des côtes existent depuis le milieu du XVIIIe siècle, ceux-ci butent sur des problèmes de financement, sauf aux approches de l'estuaire de la Seine où trois phares (Barfleur, Ailly et La Hève) sont construits en 1775, contre l'instauration d'une taxe sur les navires entrant dans les ports du Havre et de Rouen. La fin de l'Ancien Régime a été marquée par des innovations qui font entrer les phares dans le giron des savants et des ingénieurs « civils », les Ponts et Chaussées, alors qu'ils dépendaient auparavant des ingénieurs militaires et de la Marine nationale. En 1788, l'ingénieur Joseph Teulère exhausse Cordouan et installe dans la lanterne un appareil à réflecteurs paraboliques plus efficaces que les médiocres appareils de Tourtille-Sangrain, l'entrepreneur à qui l'éclairage des côtes a été confié dans les années 1770. La Révolution abolit les droits de feux en 1792 et Napoléon transfère les phares de la Marine nationale aux Ponts et Chaussées. La Commission des phares va devenir le catalyseur de ces innovations, scientifiques, techniques et administratives.

## Création

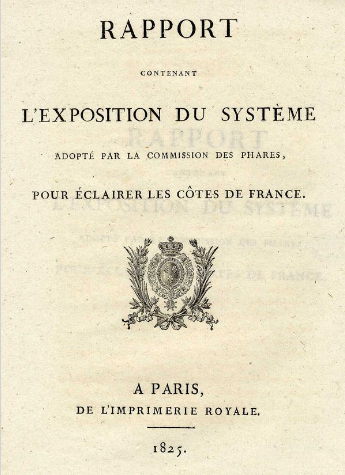
Page de titre du rapport de 1825 de la Commission.

La Commission des phares a été créée au printemps 1811 par le comte Mathieu Molé, alors directeur général de l'École nationale des ponts et chaussées. Elle devait examiner un projet de réseau de phares, rouge et bleu, proposé par le chef d'état-major de la Marine nationale à Boulogne, Yves Le Coat de Saint-Haouen. Le projet est rejeté mais la Commission poursuit ses travaux sous la Restauration et adopte en 1825 un Rapport contenant l'exposition du système adopté par la Commission des phares pour éclairer les côtes de France. Ce « système » repose sur un usage généralisé des lentilles de Fresnel, dont la taille dépend de l'ordre du phare, c'est-à-dire de son importance pour les marins. Le rapport pose comme principe qu'un navire longeant les côtes de France ne doit jamais perdre de vue un phare dit « de premier ordre », les plus importants. Dans La Mer (1861), Jules Michelet écrit que « ce fut comme un ciel de plus (que la France) fit descendre », notant bien la relation intime entre la Commission et le monde savant de son temps, dominé par les astronomes et les mathématiciens.

## Composition

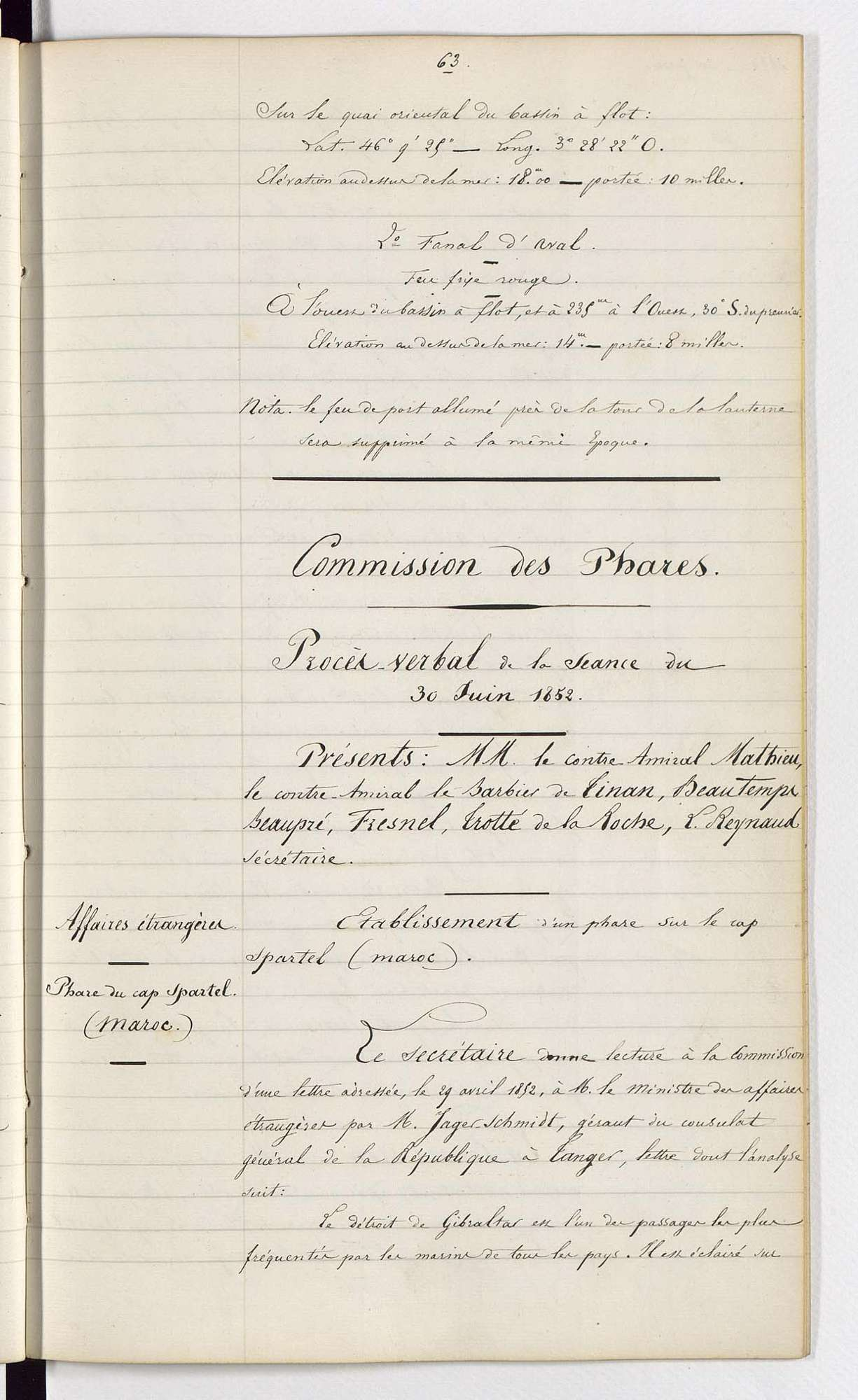
Commission des phares de France : procès-verbal de l'établissement d'un phare sur le cap Spartel. Séance du 30 juin 1852. Archives nationales de France.

La composition de la commission fut très variable au cours du temps. À l'origine, elle était composée de neuf membres : 3 savants de l'Académie des sciences, 3 inspecteurs des Ponts et chaussées, 3 officiers supérieurs de la Marine nationale. Parmi ses membres célèbres figurent l'astronome François Arago, le physicien Augustin Fresnel, l'astronome Élisabeth-Paul-Édouard de Rossel, les ingénieurs Charles-François Beautemps-Beaupré, Joseph Cachin, Gaspard de Prony.

## Compétences
La Commission donne un avis sur toute création, suppression ou modification d'établissement de signalisation maritime. Les dossiers sont instruits par le service des phares et balises.

## Mémoire
Depuis Augustin Fresnel, qui en fut le premier secrétaire, la Commission tient à jour des registres de ses délibérations. Ce fonds, qui constitue la mémoire de l'éclairage et du balisage des côtes de France, est aujourd'hui conservé aux Archives nationales, qui ont entrepris la numérisation des registres à l'occasion du bicentenaire de la Commission en 2011. La numérisation fut achevée en 2014. Environ 26 000 images sont en ligne sur la salle des inventaires virtuelle.

## Évolution et fusion
La Commission des phares change de nom en 2017 pour devenir la Commission des phares et des autres aides à la navigation (CPAN), et son organisation est revue.
Elle fusionne en 2021 avec la Grande commission nautique.

## Sources
- « Commission des phares », sur Bibliothèque des phares, École nationale des ponts et chaussées (version du 14 janvier 2014 sur Internet Archive).
- « La Commission des phares (1811–2011) : 200 ans au service de la sécurité de la navigation », plaquette publiée pour le bicentenaire de la Commission [PDF], « pour mémoire », Comité d'histoire du ministère de l'Écologie, du Développement durable, des Transports et du Logement, été 2011 (version du 3 mars 2016 sur Internet Archive).
- Vincent Guigueno (préf. Antoine Picon, photogr. Frank Guillaume), Au service des phares : La signalisation maritime en France, XIXe – XXe siècle, Rennes, Presses universitaires de Rennes, coll. « Art & société », 2001, 257 p. (ISBN 2-86847-579-5).